# گالت (میزوری)
گالت (به انگلیسی: Galt) یک شهر در ایالات متحده آمریکا است که در شهرستان گراندی، میزوری واقع شده‌است. گالت ۰٫۷۵ کیلومتر مربع مساحت و ۲۵۳ نفر جمعیت دارد و ۲۵۶ متر بالاتر از سطح دریا واقع شده‌است.